# Ólafur Karl Finsen
Ólafur Karl Finsen (ur. 30 marca 1992) – islandzki piłkarz występujący na pozycji napastnika.
W lidze islandzkiej zadebiutował w barwach Stjarnanu, 20 maja 2010 w zremisowanym 2:2 meczu z Reykjavíkur i strzelił wtedy gola. Swojego pierwszego hat tricka ustrzelił 16 sierpnia 2010 w wyjazdowym ligowym spotkaniu z Haukarem (5:0).
W 2015 roku wystąpił dwukrotnie w reprezentacji Islandii. Wcześniej grał w kadrach młodzieżowych na szczeblu U-21, U-19, U-18 i U-17.